# Dangwan (köpinghuvudort i Kina, Zhejiang Sheng, lat 30,23, long 120,54)
Dangwan är en köpinghuvudort i Kina. Den ligger i provinsen Zhejiang, i den östra delen av landet, omkring 36 kilometer öster om provinshuvudstaden Hangzhou. Antalet invånare är 43 385. Befolkningen består av 22 156 kvinnor och 21 229 män. Barn under 15 år utgör 14,0 %, vuxna 15-64 år 73 %, och äldre över 65 år 11,0 %.
Runt Dangwan är det mycket tätbefolkat, med 3 134 invånare per kvadratkilometer. Närmaste större samhälle är Qianqing, 17,6 km sydväst om Dangwan. Trakten runt Dangwan består till största delen av jordbruksmark.
Genomsnittlig årsnederbörd är 1 912 millimeter. Den regnigaste månaden är juni, med i genomsnitt 316 mm nederbörd, och den torraste är november, med 74 mm nederbörd.